# Дроге и опијеност: приближавања
„Дроге и опијеност: приближавање“ је есеј немачког књижевника Ернста Јингера објављен 1970. Заснован је на екстатичним искуствима самог Јингера приликом експериментисања са алкохолом, етром, кокаином, опијумом хашишом, мескалином, халуциногеним печуркама и ЛСД-ијем, као и на метафизичким, митолошким и историјским рефлексијама о феномену опијености.
Есеј је настао из првобитне Јингерове намере да напише белешку о дрогама за румунског културног историчара Мирча Елијада. Састоји се из 315 краћих поглавља. Есеј је богат историјским, књижевним и филозофским референцама. Између осталих, анализирају се дела Винсента ван Гога, Рихарда Вагнера, Шарла Бодлера, Едгара Алана Поа, Гија де Мопасана и многих других. Његова основна филозофска поставка је да људи у дрогама и опијености траже замену за првобитна метафизичка искуства која су све ређа у модерном свету без религије, патриотизма и осталих по Јингеру виших вредности. Опијате је поделио у три географске групе: Европу, у коју спада кокакин, алкохол, и етар, Оријент у који је сврстао опијум и хашиш, и Мексико, који чине мескалин, ЛСД и печурке. ЛСД је први пут пробао у 56. години живота и то у друштву Алберта Хофмана, швајцарксог научника који је открио његову психоактивну моћ. Есеј је значајан и по томе што је у њему први пут употребљена реч психонаут, која је временом почела да означава духовне трагаоце и истраживаче унутрашњих светова уз помоћ наркотика. Након изласка Јингерова традиционална читалачка публика је са неодобравањем дочекала књигу, али је, са друге стране, њоме привукао нове читаоце. Књигу је на српски језик превео књижевник Саша Радојчић.

## Издања на српском
- Ернст Јингер, Дроге и опијеност: приближавање (с немачког превео: Саша Радојчић), Градац, Чачак, 2007.  144216332.